# Prunelli-di-Casacconi
 Prunelli-di-Casacconi  là một xã ở tỉnh Haute-Corsetrên đảo Corse, Pháp. Xã này có diện tích 6 km², dân số năm 1999 là 162 người. Khu vực này có độ cao trung bình 300 mét trên mực nước biển.
Thị trấn này có chung tổng Alto-di-Casaconi với Monte, Volpajola, Campile, Olmo, Ortiporio, Campitello, Canavaggia, Lento, Bigorno, Scolca, Crocicchia và Penta-Acquatella.